# Fernando Afán de Ribera, duca di Alcalá
Fernando Enriquez d'Afán de Ribera y Enríquez, III duca di Alcalá de los Gazules, VIII conte di los Morales e V marchese di Tarifa (Siviglia, 10 maggio 1583 – Villach, 28 marzo 1637), è stato un generale e politico spagnolo.

## Biografia
Fernando Enriquez d'Affan de la Riviera era figlio di Fernando Enríquez de Ribera y Cortés, IV marchese di Tarifa e di sua moglie, Ana Téllez-Girón, figlia di Pedro Téllez-Girón, I duca di Osuna.
Egli iniziò la propria carriera come diplomatico divenendo ambasciatore spagnolo presso la Santa Sede e fu vicario generale in Italia durante il regno di Urbano VIII. Successivamente venne nominato viceré di Catalogna, Napoli, Sicilia ed infine fu governatore del Ducato di Milano.
Amante dell'arte e della letteratura, fu patrono di molti artisti tra i quali vi fu Jusepe de Ribera, collezionando molti dipinti che pose nella sua abitazione di Siviglia.
Morì nel 1637 a Villach, mentre era diretto a Colonia per una missione diplomatica per conto del re Filippo IV di Spagna al fine di negoziare la fine della Guerra dei Trent'anni. Le sue spoglie vennero fatte tornare in Spagna e sepolte nel monastero di Santa Maria de las Cuevas.

## Matrimonio e figli
Egli sposò Beatriz de Moura, figlia di Cristóbal de Moura dalla quale ebbe cinque figli:
- Fernando Enríquez (1614–1633), VI marchese di Tarifa, sposò Ana de Mendoza Sandoval ma non ebbe figli.
- Margarita Enríquez, morta giovane.
- María Enríquez (m, 1639), IV duchessa di Alcalá de los Gazules, VI marchesa di Tarifa, sposò Luis Guillermo de Moncada, VII duca di Montalto, non ebbe eredi.
- Ana Girón Enríquez de Ribera, sposò Pedro Fajardo de Zúñiga y Requesens, non ebbe eredi.
- Fernando Enríquez de Ribera, poeta.

Egli ebbe anche numerosi figli illegittimi tra i quali si ricorda:
- Payo Enríquez de Rivera, il quale divenne arcivescovo di Città del Messico e viceré di Nuova Spagna.